# Hebe Vessuri
Hebe Vessuri (née en 1942 à Buenos Aires) est une anthropologue d'origine argentine et de nationalité vénézuélienne, formée à Oxford.

## Biographie
Elle fait partie de ces scientifiques venus en grand nombre se réfugier de la dictature argentine au Venezuela, et dont plusieurs trouvèrent leur terre d'élection au Centre d'études du développement, CENDES, qui appartient à l'Université centrale du Venezuela. Pendant 9 ans, Hebe Vessuri a dirigé ce qui fut longtemps le seul centre de recherche en sciences sociales et d'enseignement universitaire en Amérique latine sur la science et la technologie. Le CENDES dispense une Maestria en planification, qui comporte une option Science et Technologie, la seule de cette orientation en Amérique latine jusqu'à une époque récente.
Le principal interlocuteur de l'Area de Cencia y Tecnología du CENDES a été le Conseil national pour la recherche scientifique et technologique (CONICIT). C'est même autour d'un accord-cadre passé avec le CONICIT qu'a été conçu et a fonctionné le groupe de chercheurs de ce département. Le CENDES étant une institution universitaire et de recherche en sciences sociales, spécialisée dans la formation de cadres de l'état pour la planification, il était logique qu'on lui demandât de prendre en charge la formation des futurs cadres du Conseil national de la recherche (CONICIT). Ce dernier a donc, dans cette logique, financé pendant 9 ans un contrat de recherche pour l'équipe Science et Technologie du CENDES. Hebe Vessuri a ainsi matérialisé un besoin institutionnel formulé par l'état en même temps qu'elle donnait la preuve d'une collaboration active entre une institution d'état et l'université. De plus, grâce au travail de Hebe Vessuri, ce groupe de recherche a été un pionnier des études de Science, Technologie et Société (STS) en Amérique latine
Hebe Vessuri a été directrice du programme de politique des sciences de l'Université de Campinas au Brésil. Elle dirige actuellement le centre de recherche sur la science de l'IVIC. Elle a reçu le prix national de la recherche en 2006.
On doit à Hebe Vessuri d'avoir rassemblé des gens divers sur des projets communs d'études sur la science. Ainsi en témoignent plusieurs recueils d'articles rédigés par des sociologues, économistes et historiens, mais aussi des médecins et des scientifiques des sciences dures sur les disciplines et institutions scientifiques au Venezuela. Enfin, Hebe Vessuri s'est attachée à défendre le rôle et la place de la recherche au sein de l'université.
Un récent ouvrage (publié en 2007), en langue espagnole, rassemble certains de ses travaux les plus importants.

## Vie peronnelle
Hebe Vessuri a été l'épouse d'un anthropologue de nationalité argentine, Santiago Bilbao. elle est la mère d'une fille, Paola D'Alessio et Diego Bilbao. 

## Quelques ouvrages et articles
- Vessuri H. (2007). 'O inventamos, o erramos': La ciencia como idea-fuerza en América Latina. Collection Ciencia, tecnología y sociedad, dirig. por P. Kreimer. Editorial Bernal (Arg.): Universidad Nacional de Quilmes Editorial. 397 p. (Voir: http://www.unq.edu.ar, section ‘Editorial’)

- Arvanitis R. et Vessuri H. (2001). « Cooperation between France and Venezuela in the field of catalysis », International Social Science Journal, vol. 168, noº juin, p. 201-217.
- Arvanitis R. et Vessuri H. (2001). « La coopération franco-vénézuelienne dans le domaine de la catalyse », Revue Internationale des Sciences Sociales, vol. 168, noº juin, p. 221-238.
- Díaz E., Texera Y. et Vessuri H. (1983). La ciencia periférica, Caracas: Monte Avila.
- Marks A.E. et Vessuri H. (1983). White collar migrants in the Americas and the Carribean, Leiden, Netherlands: Royal Institute of Linguistics and Anthropology.
- Ruiz Calderón H., Vessuri H., Di Prisco M.C., et al. (éd.) (1992) La ciencia en Venezuela : pasado, presente y futuro. coll. Serie Medio Milenio. Caracas: Lagoven S.A.
- Sörlin S. et Vessuri H. (éd.) (2007) Knowledge society vs. Knowledge Economy: Knowledge, Power, and Politics. Nwe York: Palgrave.
- Suárez M., Torrealba M. et Vessuri H. (1983). Cambio social y urbanización en Venezuela, Caracas: Monte Avila.
- Vessuri H. (1982). « Tres enfoques de la relación ciencia y desarrollo en Venezuela », in Aguilera, M., Rodríguez, V. et Yero, L. (éd.) (1982). La participación de la comunidad científica frente a las alternativas del desarrollo, Caracas: AsoVAC, p. 43-52.
- Vessuri H. (éd.) (1984) Ciencia académica en la Venezuela moderna. Caracas: Fondo Editorial Acta Científica Venezolana.
- Vessuri H. (1986). « La investigación científica contemporanea y sus aplicaciones », Revista Espacios (Caracas), vol. 6, noº 6, p. 9-16.
- Vessuri H. (1986). « La Revista Científica Periférica », Simposio sobre Publicaciones Cientificias en América Latina. Problemas de la edición, impresión, distribución y difusión, Caracas, 24-26/09/1986.
- Vessuri H. (1986). « The universities, scientific research and the national interest in Latin America », Minerva, vol. 24, noº 1, p. 1-38.
- Vessuri H. (1987). « La Revista Científica Periférica. El caso de Acta Científica Venezolana », Interciencia, vol. 12, noº 3, p. 124-134.
- Vessuri H. (1987). « The Social Study of Science in Latin America », Social Studies of Science, vol. 17, noº 3, August, p. 519-554.
- Vessuri H. (1988). « El proceso de profesionalización de la ciencia venezolana: la Facultad de Ciencias de la Universidad Central de Venezuela », Quipu, vol. 4, noº 2, p. 253-284.
- Vessuri H. (1988). « A strategy for Latin American physiology as seen from 'Acta Physiologica Latinoamericana', 1950-1971 », Social Studies of Science.
- Vessuri H. (1990). « El sísifo sureño: las ciencias sociales en Argentina », Revista Quipu, vol. 7, noº 2, p. 149-185.
- Vessuri H. (1990). « 'O inventamos, o erramos'. The Power of Science in Latin America », World Development, vol. 18, noº 11, p. 1543-1553.
- Vessuri H. (1991). « Perspectivas recientes en el estudio social de la ciencia », Interciencia, vol. 16, noº 2, p. 60-68.
- Vessuri H. (1992). « Ciencia, tecnología y modernización en Venezuela, segundo periodo 1959-1990 » (1992). La ciencia en Venezuela: pasado, presente y futuro, Caracas: Lagoven S.A., p. 20-33.
- Vessuri H. (1997). « Bitter harvest: the growth of a scientific community in Argentina », in Gaillard, J., Krishna, V.V. et Waast, R. (éd.) (1997). Scientific communities in the developing world, London & New Delhi: Sage, p. 307-335.
- Vessuri H. (1999). « Los viajes de G.G. Simpson a Sudamérica: visión científica y experiencia subjetiva », Redes, vol. 6, noº 14, p. 13-49.
- Vessuri H. (2002). « Introduction: Innovation Context and Strategy of Scientific Research in Latin America », Science, Technology & Society, vol. 7, noº 2, p. 201-213.
- Vessuri H. (2002). « Special Issue: Innovation Context and Strategy of Scientific Research in Latin America ». Science, Technology & Society, 7.
- Vessuri H. (2006). « History of science and policy implications in a developing country setting ». The Nobel symposium (To be published in: Grandin, K. and T. Frangsmyr (eds.): The science - industry nexus: History, policy, implications. Sagamore Beach, MA: Watson Publishing International.).
- Vessuri H. (2007). 'O inventamos, o erramos': La ciencia como idea-fuerza en América Latina, Bernal (Arg.): Universidad Nacional de Quilmes Editorial.
- Vessuri H. et Canino M.V. (1996). « Sociocultural dimensions of technological learning », Science, Technology and Society, vol. 1, noº 2, p. 333-349.
- Vessuri H. et Canino M.V. (2002). « Latin American catalysis as seen through the Iberoamerican Catalyst Symposia », Science, Technology & Society, vol. 7, noº 2, p. 339-363.
- Vessuri H. et Canino M.V. (2005). « Juegos de espejos: la investigación sobre petróleo en la industria petrolera y medio académico venezolanos », in Texera Arnal, Y. et Martín Frechilla, J.J. (éd.) (2005). Petróleo Nuestro y Ajeno. La Ilusión de Modernidad, Caracas.
- Vessuri H. et Gallopín G. (2006). « Science for sustainable development: articulating knowledges », in Guimarães Pereira, Â., Guedes Vaz, S. et Tognetti, S. (éd.) (2006). Interfaces between science and society, Sheffield (UK): Greenleaf Publishing, p. 35-51.
- Vessuri H.M.C. (1983). « Condiciones sociales de la producción y cambio tecnológico en la agricultura venezolana », in Suárez, M., Torrealba, M. et Vessuri, H. (éd.) (1983). Cambio social y urbanización en Venezuela, Caracas: Monte Avila, p. 141-177.
- Vessuri H.M.C. (1983). « Scientific Inmigrants in Venezuela: National Indentity and International Science », in Marks, A.E. et Vessuri, H. (éd.) (1983). White collar migrants in the Americas and the Carribean, Leiden, Netherlands: Royal Institute of Linguistics and Anthropology, p. 171-198.
- Vessuri H.M.C. (éd.) (1987) Las instituciones científicas en la historia de la ciencia en Venezuela. Caracas: Fondo Editorial Acta Científica Venezolana.
- Vessuri H.M.C. (1994). « L'institutionalisation de la science », in Salomon, J.-J., Sagasti, F. et Sachs-Jeantet, C. (éd.) (1994). La quête incertaine: Science, technologie, développement, Paris: Economica / UNU, p. 177-212.
- Vessuri H.M.C. (1994). « Sociología de la ciencia: enfoques y orientaciones », in Martínez, E. (éd.) (1994). Ciencia, Tecnología y Desarrollo: interrelaciones teóricas y metodológicas, Caracas: Nueva Sociedad & UNU/CEPAL/UNESCO/CYTED, p. 51-89.
- Vessuri H.M.C. (éd.) (1996) La académia va al mercado. Relaciones de científicos académicos con clientes externos. Caracas: FINTEC.
- Vessuri H.M.C. (1996). « El proceso de institucionalización de la ciencia », in Salomon, J.-J., Sagasti, F. et Sachs, C. (éd.) (1996). La búsqueda incierta. Ciencia, Tecnología y desarrollo. coll. Lecturas FCE, México DF: Fondo de Cultura Económica, p. 199-233.
- Vessuri H.M.C. (1997). « El Centro de Investigación y Estudios Avanzados del IPN (CINVESTAV) », in Gómez, H. et Jaramillo, H. (éd.) (1997). 37 modos de hacer ciencia en América Latina, Santafé de Bogotá: Colciencias, T.M. editores, p. 25-48.
- Vessuri H.M.C. (1997). « El Instituto Venezolano de Investigaciones Científicas (IVIC) », in Gómez, H. et Jaramillo, H. (éd.) (1997). 37 modos de hacer ciencia en América Latina, Santafé de Bogotá: Colciencias, T.M. editores, p. 3-24.